# Elena Moreno Zaldibar
María Elena Moreno Zaldibar (San Sebastián, 13 de noviembre de 1959) es una exjugadora internacional de baloncesto campeona de liga con el Celta de Vigo, ex directora general de la Academia de Policía y Emergencias del País Vasco y directiva pública en el Gobierno Vasco.

## Biografía

### Trayectoria deportiva
Comenzó a jugar al baloncesto en el año 1972 en su ciudad natal de San Sebastián en la Gimnástica de Ulía (1972-1973). En el año 1973, con catorce años, debutó en la Liga Nacional de 2.ª División. Continuó en el Club Medina (1974-1975), que subió a primera esa temporada; y desde 1977 hasta 1980, jugó en el equipo Juven de Donostia-San Sebastián. Jugaba en la posición de base.
Logró su madurez deportiva en dos clubes, el C. B. Donostia (1980-1981 y 1985-1990) y el Celta de Vigo (1981-1985). La temporada 1981-1982 con el Celta de Vigo ganó el campeonato de Liga de 1.ª División y la Copa de la Reina, en 1982-1983 fueron subcampeonas de Liga y campeonas de la Copa de la Reina, en 1983-1984 repitieron como subcampeonas de Liga de 1.ª División y campeonas de Copa de la Reina y la temporada 1984-1985, última temporada en el Celta de Vigo, de nuevo subcampeonas de la Copa de la Reina.
Participó en las Universiadas (Juegos Universitarios) de Bucarest (Rumanía) en 1981 y en Edmonton (Canadá) en 1983. Fue 6 veces Internacional juvenil, 17 júnior, 24 universitaria y 36 sénior con la selección española de Baloncesto. Juega el año 1976 con la selección española juvenil, en el "I Campeonato Europeo Juvenil" celebrado en Szecsin (Polonia), y en 1977 en los campeonatos europeos de baloncesto femenino celebrados en Dimitrograv (Bulgaria), en 1978 en el preeuropeo Wolffenbuttel de Alemania, en abril de 1980 fue capitana de la "I Selección de Euskadi" de baloncesto femenino, en el partido amistoso Euskadi-México celebrado en Donostia-San Sebastián, momento que recuerda como uno de los más entrañables de su carrera, en 1983 en el preeuropeo celebrado en Treviso (Italia), en 1984 en el XIX Campeonato de Europa (Zagreb. Yugoslavia) y en 1985 en el All-Stars.
El año 1985 volvió a San Sebastián y compitió en el C.B. Donostia, en 1.ª división (1985-1986 y 1987-1990) y 1.ª B (1986-1987). Tras diecisiete años dedicada al baloncesto, en 1990 deja la competición.

### Trayectoria profesional
Licenciada con grado en Ciencias Químicas por la Universidad del País Vasco en el año 1986. Especialista Universitaria en Estudios Vascos (1997), completó su formación realizando varios másteres en prevención de riesgos laborales (2009), riesgos y emergencias (2010), gestión de proyectos (2015).
De 1988 a 1992 fue responsable del Departamento de Investigación y Desarrollo de la empresa Composites Gurea, S.A. Bera de Bidasoa. En el año 1993 entró en el Gobierno Vasco como responsable de Protección Civil, posteriormente denominado responsable de Intervención de la dirección de Atención de Emergencias del Gobierno Vasco, hasta el año 2009.
De 2009 a 2010 fue directora de Atención de Emergencias del Departamento de Interior. En 2010 fue nombrada directora de la Academia Vasca de Policía del País Vasco (Interior), cargo que ocupó hasta 2013. En 2013 fue responsable de Calidad, Prevención de Riesgos y Medio Ambiente en TECMAN, S.L.U. De 2014 a 2016 fue gestora de proyecto en Ihobe, Sociedad Pública Medioambiental del Gobierno Vasco. 
De 2016 a 2020 fue viceconsejera de Medio Ambiente. Y desde 2020, directora de Comercio del Gobierno Vasco.

## Premios y reconocimientos
- 1977 Mejor deportista de Guipúzcoa año 1977.[2]
- Mejor Jugadora de baloncesto de Guipúzcoa (1978-1979-1980 y 1981).[2]
- 1978 Mejor deportista sénior de Guipúzcoa.[2]
- 1979 Mejor jugadora de España júnior.[2]
- 1984 Mejor jugadora Copa de la Reina.[2]
- 2010 Medalla de bronce al Mérito de la Protección Civil. Ministerio de Interior. Gobierno de España.[6]
- 2020 Enbaxadore 2020 de Donostia-San Sebastián, reconocimiento por la organización del Change the Change - International Conference on Climate Change 2019 en San Sebastián.[7]